# Daisy Ver Boven
Daisy Ver Boven (Aarschot, 3 december 1925) was een Vlaamse schrijfster van Congo-romans, andere romans en jeugdverhalen.

## Biografie
Daisy Ver Boven werd geboren als Daisy Jeanne Berthe Van Hassel. In 1944 voltooide zij haar humaniora in het atheneum van Leuven en ging werken als opsteller op een ministerie in Brussel. Zij huwde met Joseph Ver Boven en kreeg 5 kinderen.
Van 1948 tot 1956 verbleef zij met haar man in Belgisch Kongo en Burundi. In die periode schrieef ze een Kongo-rubriek voor het weekblad Libelle.
Van 1957 tot 1960 verbleef het paar in Leopoldstad.
Toen Kongo onafhankelijk werd, weken zij en haar man uit naar Ruanda-Urundi, waarna ze in 1961 terugkeerden naar België.
Terug in België werkte Daisy Ver Boven op verschillende redacties, later richtte ze samen met haar man een vertaalbureau op.
In 1962 verscheen haar meest interessante documentaire roman: De rode aarde die aan onze harten kleeft, waarin ze  haar ervaringen als koloniaal in Congo neerschreef.
in 1963 bezocht zij Kongo opnieuw wat resulteerde in een 3de roman, Mpasi.
In 1980  schreef zij haar laatste Congo-roman Gevierendeeld. Nadien publiceerde zij voornamelijk jeugdboeken: Het zondagskind (1983) en Het wilde water (1985).

## Bekroningen
- 1959: Letterkundige Prijs der “Amitiés Belgo-Congolaises”
- 1960: Letterkundige Halfeeuwprijs 1960 van de Vereniging voor Belgisch-Congolese samenwerking voor haar novelle De Opgang.
- 1960: Driejaarlijkse Prijs voor koloniale letterkunde van de Koninklijke Academie voor Overzeese Wetenschappen voor La piste étroite.
- 1975: „Maurice Malherbeprijs‟ van de provincie Brabant voor Mayana
- 1980: Letterkundige prijs gemeente Ukkel voor Gevierendeeld
- 1982: „August Beernaertprijs‟ van de Koninklijke Academie voor Nederlandse Taal-en Letterkunde voor Gevierendeeld
- 1992:  John Flanderprijs met Mama na Bana
- 2006 : de cultuurtrofee van de stad Diest, “een onderscheiding voor een duurzaam of uitzonderlijk cultureel gebeuren waarbij het op de voorgrond doen treden van de stad Diest centraal staat.

## Publicaties
Hieronder volgt een lijst van haar boeken en publicaties: 
- 1952 - Baliki het soldaten vrouwtje. (verhaal)  in Libelle en Vriendenkring “Oud-Kolonialen”
- 1959 - De opgang (novelle)
- 1960 - La piste étroite. (Franstalige roman)
- 1962 - De rode aarde die aan onze harten kleeft (documentaire Congo roman) Ver Boven 11    Brussel: Reinaert Uitgaven. -254p.
- 1964 - Mpasi… Weerzien met Kongo drie jaar na zijn onafhankelijkheid. (koloniale roman)
- 1974 - Mayana (koloniale roman)
- 1977 - De mesalliance. (verhaal) -
- 1977 - Vrouwen Uit de bundel: Vrouwen in Vlaanderen schrijven nu
- 1980 - Gevierendeeld (koloniale roman)
- 1983 - Het zondagskind (jeugdverhaal)
- 1985 - Het wilde water. (jeugdboek)
- 1992 - Mama na Bana. (jeugdverhaal)
- 1993 - Griezelige opdracht. (jeugdverhaal)
- 1994 - Zo zot als Tielebuis. Een legende van 1527. (jeugdverhaal)
- 2000 - De laatste heuvel. (jeugdverhaal)
- 2001 - Het struikelspoor. (jeugdverhaal)
- 2003 - Begijnhofverhalen. (verhalen)
- 2007 - Dagboek van Thomas. (jeugdverhaal)
- 2017: heruitgegeven bij uitgeverij dynamedia Editions, Ukkel

## Externa link
- Schrijversgewijs

- Digitale Bibliotheek voor de Nederlandse Letteren: bove001